# ABC Daytime
ABC Daytime (simplificado como ABC-D o ABCD) es un bloque de programación de la cadena de televisión estadounidense American Broadcasting Company que abarca seriales, concursos, y talk shows.

## Horario
| 7:00 a. m. – 9:00 a. m.   | Good Morning America |
| 11:00 a. m. – 12:00 p. m. | The View             |
| 1:00 p. m. – 2:00 p. m.   | The Chew             |
| 2:00 p. m. – 3:00 p. m.   | The Revolution       |
| 3:00 p. m. – 4:00 p. m.   | General Hospital     |

Nota: Los horarios corresponden al tiempo del este; por ende los horarios de algunas emisoras afiliadas pueden variar de estos.

## Programación actual

### Noticias

#### Good Morning America
- Primera emisión: 3 de noviembre de 1975
- Reemplazo de: AM America
- Creadores: Donald L. Perris, William F. Baker
- Equipo de producción: James Goldston (productor ejecutivo), Tom Cibrowski
- Presentadores: Robin Roberts, George Stephanopoulos, Josh Elliott, Sam Champion, Lara Spencer

### Talk show

#### The View
- Primera emisión: 11 de agosto de 1997
- Reemplazo de: Caryl & Marilyn: Real Friends
- Creadores: Barbara Walters, Bill Geddie
- Equipo de producción: Bill Geddie (productor ejecutivo), Barbara Walters, Alexandra Cohen
- Equipo de dirección: Mark Gentile
- Presentadoras: Whoopi Goldberg (moderadora), Joy Behar, Elisabeth Hasselbeck, Sherri Shepherd, Barbara Walters

### Programas de estilo de vida

#### The Chew
- Primera emisión: 26 de septiembre de 2011
- Reemplazo de: All My Children
- Creador: Gordon Elliott
- Equipo de producción: Gordon Elliott (productor ejecutivo)
- Equipo de dirección: John D'Incecco
- Presentadores: Mario Batali, Michael Symon, Carla Hall, Clinton Kelly, Daphne Oz

#### The Revolution
- Primera emisión: 16 de enero de 2012
- Reemplazo de: One Life to Live
- Creador: J.D. Roth
- Equipo de producción: J.D. Roth (productor ejecutivo)
- Equipo de dirección: Manny Rodriguez
- Presentadores: Tim Gunn, Ty Pennington, Harley Pasternak, Jennifer Ashton, Tiffanie Davis

### Seriales Televisivos

#### General Hospital
- Primera emisión: 1 de abril de 1963
- Creadores: Frank Hursley, Doris Hursley
- Equipo de producción: Frank Valentini (Productor ejecutivo), Mary O'Leary, Mercer Barrows, Michelle Henry, Deborah Genovese
- Equipo de dirección: Matthew Diamond, Craig McManus, William Ludel, Phideaux Xavier, Scott McKinsey, Owen Renfroe, Penny Pengra, Christine Magarian, Ron Cates , Peter Fillmore, Ronald C. Cates, Dave MacLeod
- Escritor en jefe: Garin Wolf
- Asociado jefe de los guionistas: Elizabeth Korte
- Otros escritores: Garin Wolf, Jim Reitzel, Michael Conforti, Heidi Ploen, Sasha Cartullo, Nathan Fissel, David Goldschmid, Meg Bennett, Susan Wald , Michele Val Jean, Mary Sue Price, Tracey Thomson, Karen Harris, Elizabeth Korte, Dave Ryan, Michelle Patrick
- Directores de casting: Mark Teschner, Gwen Hillier
- Reparto: Bradford Anderson, Brandon Barash, Maurice Benard, Julie Marie Berman, Sean Blakemore, Steve Burton, Nathin Butler, Jason Cook, Chad Duell, Jane Elliot, Anthony Geary, Nancy Lee Grahn, Rebecca Herbst, John Ingle, Kodi Kitchen, Lisa Lo Cicero, Kimberly McCullough, Kelly Monaco, Nathan Parsons, Scott Reeves, Kirsten Storms, Kelly Sullivan, Jason Thompson, Laura Wright, John J. York, Dominic Zamprogna

## Antiguos Programas de ABC Daytime

### Series
- All My Children (1970–2011)
- The Best of Everything (1970)
- The City (1995–1997)
- Confidential for Women (1966)
- Sombras tenebrosas (1966–1971)
- The Edge of Night (1975-1984)
- A Flame in the Wind (1964–1966)
- Loving (1983–1995)
- Never Too Young (1965–1966)
- The Nurses (1965–1967)
- One Life to Live (1968–2012)
- Port Charles (1997–2003)
- Road to Reality (1960-1961)
- Ryan's Hope (1975–1989)
- A World Apart (1970–1971)
- The Young Marrieds (1964–1966)

### Talk shows y programas de estilo de vida
- Caryl & Marilyn: Real Friends (1996–1997)
- Fame, Fortune & Romance (1986–1987)
- Home (1988–1994)
- Mike and Maty (1994–1996)

## Ejecutivos
| Nombre           | Título                                    | Años          | Notas |
| ---------------- | ----------------------------------------- | ------------- | --- |
| Armand Grant     |                                           | 1960-1965     | |
| Harve Bennett    | Vicepresidente de programas diurnos       | 1965-1967     | Comenzó como un productor para la CBS antes de convertirse en el vicepresidente de programas diurnos en 1965. Produjo varias películas en la franquicia Star Trek. |
| Leonard Goldberg | Vicepresidente de programas diurnos       | 1967-1970     | Durante su estadía, introdujo programas prototípicos y altamente exitosos, tales como The Dating Game, The Newlywed Game, y Sombras tenebrosas. Un año después, Goldberg fue nombrado como el presidente del bloque en general durante los tres años siguientes. |
| Michael Eisner   | Vicepresidente de programas diurnos       | 1971-1975     | |
| Jackie Smith     | Vicepresidente de programas diurnos       | 1981-1989     | Planificó Young Loves of General Hospital, un spin-off de GH que nunca vio la luz. |
| Jo Ann Emmerich  | Vicepresidente mayor de programas diurnos | 1989-1993     | Apuntaba a CBS Daytime, y le había solicitado a varios actores repetir sus papeles en AMC, OLTL, y GH. Consideró The Young and the Restless como una "amenaza seria", y colocó AMC contra su competidor principal a las 12:30. Consideró The Bold and the Beautiful como una "versión aburrida de Y&R". Contrató a Wendy Riche y Linda Gottlieb para reemplazar a Paul Rauch. Intentó atraer escritores y productores fuera de las seriales de Procter and Gamble Productions para unirse a Loving y OLTL.[cita requerida] |
| Pat Fili-Krushel | Presidente de programas diurnos           | 1993-1998     | Renunció a su cargo para unirse a una compañía de Internet. Durante su tenencia, la cadena publicó Robin's Diary, una novela licenciada basada en General Hospital, y debutó un spin-off del mismo programa, Port Charles (1997-2003). |
| Felicia M. Behr  | Vicepresidente de programas diurnos       | 1999-2002     | |
| Angela Shapiro   | Presidente de programas diurnos           | 1998-2002     | La co-fundadora de Soap Opera Digest, Shapiro había servido como la vicepresidente mayor de marketing y promoción de la AB desde 1995. Asumió la posición de presidente en 2000. Shapiro se acredita con adoptar programas de horario central para ofrecer resumenes del episodio anterior inmediatamente antes de mostrar el actual, y preestrenar el episodio siguiente al fin. Desde entonces, esta idea se ha adoptada por otras cadenas. Shapiro también utilizó la interconexión establecida de las tres seriales de la ABC (General Hospital, One Life to Live, y All My Children) en un concepto de sinergia más audaz que se diseñó para "atraer espectadores a seriales que generalmente no ven." En el transcurso de seis meses en 2000, Linda Dano llevó su personaje Rae Cummings a todas las cuatro series. Shapiro también creó ABC Super Soap Weekend, un evento organizado en Walt Disney World Resort en Florida desde 1996 hasta 2008. Dejó ABC Daytime en 2002 para convertirse en la jefe de ABC Family. |
| Brian Frons      | Presidente de programas diurnos           | 2002-2011     | Se unió en agosto de 2002. En mayo de 2006, Frons fue promovido al puesto presidente de programas diurnos para el Disney-ABC Television Group, que supervisa todas las cadenas de Disney y ABC. En diciembre de 2011, Frons anunció su resignación como presidente después de nueve años con la cadena. |
| Vicki Dummer     | Vicepresidente de Times Square Studios    | 2011-presente | |